# Bryophaenocladius tshukoticus
Bryophaenocladius tshukoticus är en tvåvingeart som beskrevs av Makarchenko 2006. Bryophaenocladius tshukoticus ingår i släktet Bryophaenocladius och familjen fjädermyggor. Inga underarter finns listade i Catalogue of Life.